# Different Stages
Albums de Rush
Retrospective II (1981-1987)
(1997) Vapor Trails
(2002)
Different Stages est le quatrième album live de Rush, sorti en novembre 1998.

## Contenu
C'est un triple CD live dont les deux premiers disques ont été enregistrés en public en 1997 sur la tournée promotionnelle de l'album Test for Echo, alors que le troisième disque est un enregistrement public effectué en 1978 à Londres, lors de la tournée A Farewell to Kings.

## Liste des titres
- Disque 1

1. Dreamline - 4:38
2. Limelight - 4:35
3. Driven - 5:30
4. Bravado - 3:54
5. Animate - 3:49
6. Show Don't Tell - 5:13
7. The Trees - 5:26
8. Nobody's Hero - 5:19
9. Closer To The Heart - 4:40
10. 2112 - 5:00

- Disque 2

1. Test For Echo - 6:16
2. Analog Kid - 5:15
3. Freewill - 5:36
4. Roll The Bones - 5:58
5. Stick It Out - 4:43
6. Resist - 4:28
7. Leave That Thing Alone - 4:46
8. The Rhythm Method - 8:20
9. Natural Science - 8:05
10. The Spirit Of Radio - 5:00
11. Tom Sawyer - 5:19
12. YYZ - 5:26

- Disque 3

1. Bastille Day - 5:01
2. By-Tor & The Snow Dog - 5:00
3. Xanadu - 12:18
4. A Farewell To Kings - 5:54
5. Something For Nothing - 4:01
6. Cygnus X-1 - 10:24
7. Anthem - 4:39
8. Working Man - 4:01
9. Fly By Night - 2:04
10. In The Mood - 3:35
11. Cinderella Man - 5:10

## Rush
- Geddy Lee – basse, synthétiseurs, chant
- Alex Lifeson – guitares électriques et acoustiques, pédales Taurus, chœurs
- Neil Peart – batterie, percussions